# Mondaino
Mondaino – miejscowość i gmina we Włoszech, w regionie Emilia-Romania, w prowincji Rimini.

## Demografia
Według danych na styczeń roku 2012 gminę zamieszkiwało 1 478 osób a gęstość zaludnienia wynosiła 74,7 os./km².